# Tepetlampa, Zongolica
Tepetlampa är en ort i Mexiko.   Den ligger i kommunen Zongolica och delstaten Veracruz, i den sydöstra delen av landet, 250 km öster om huvudstaden Mexico City. Tepetlampa ligger 1 036 meter över havet och antalet invånare är 617.
Terrängen runt Tepetlampa är mycket bergig, och sluttar österut. Runt Tepetlampa är det ganska tätbefolkat, med 222 invånare per kvadratkilometer. Närmaste större samhälle är Zongolica, 14,1 km nordväst om Tepetlampa. I omgivningarna runt Tepetlampa växer i huvudsak städsegrön lövskog.